# Jacksonville (Geòrgia)
Jacksonville és una població dels Estats Units a l'estat de Geòrgia. Segons el cens del 2000 tenia 118 habitants.

## Demografia
Segons el cens del 2000, Jacksonville tenia 118 habitants, 49 habitatges, i 32 famílies. La densitat de població era de 40,7 habitants/km².
Dels 49 habitatges en un 22,4% hi vivien nens de menys de 18 anys, en un 42,9% hi vivien parelles casades, en un 16,3% dones solteres, i en un 32,7% no eren unitats familiars. En el 32,7% dels habitatges hi vivien persones soles el 20,4% de les quals corresponia a persones de 65 anys o més que vivien soles. El nombre mitjà de persones vivint en cada habitatge era de 2,41 i el nombre mitjà de persones que vivien en cada família era de 2,97.
Per edats la població es repartia de la següent manera: un 22,9% tenia menys de 18 anys, un 5,9% entre 18 i 24, un 22,9% entre 25 i 44, un 32,2% de 45 a 60 i un 16,1% 65 anys o més.
L'edat mediana era de 44 anys. Per cada 100 dones de 18 o més anys hi havia 85,7 homes.
La renda mediana per habitatge era de 17.045 $ i la renda mediana per família de 20.000 $. Els homes tenien una renda mediana de 21.250 $ mentre que les dones 17.188 $. La renda per capita de la població era de 9.829 $. Entorn del 37,5% de les famílies i el 34,8% de la població estaven per davall del llindar de pobresa.

## Poblacions més properes
El següent diagrama mostra les poblacions més properes.